# Неоантропи
Неоантропи (буквально — нові люди, від грец. néos — новий і ánthropos — людина) — узагальнена назва людей сучасного вигляду (Homo sapiens), викопних і тих, що нині живуть.
Основні антропологічні особливості неоантропів, що відрізняють їх від палеоантропів і архантропів, — об'ємний мозковий череп з високим склепінням; лоб, що вертикально піднімається; відсутність надочноямкового валика; добре розвинений виступ підборіддя. Викопні неоантропи мали дещо масивніший скелет, ніж сучасні люди. Стародавні неоантропи створили багату пізньопалеолітичну культуру (всілякі знаряддя з каменя, кістки і роги, житла, шитий одяг, поліхромний живопис на стінах печер, скульптуру, гравіювання на кісті і розі). Знайдено кісткові залишки неоантропів (на о. Калімантан), які датуються радіовуглецевим методом в 39 тис. років, але найімовірніше, що неоантропи виникли 70—60 тис. років тому. Відносно походження неоантропів існують дві теорії — поліцентрізму і моноцентризму. Найпоширеніша теорія широкого моноцентризму, згідно з якою неоантропи походять від прогресивних форм палеоантропів, що мешкали на території Середньої і Передньої Азії та Північно-східної Африки. Перші достовірні представники роду Homo з'явилися близько 2 млн років, за даними археології найдавніші скелети сучасної людини Н. sapiens мають вік близько 200 тис. років, аналіз генетиків дає наступні цифри по чоловічій лінії (Y-хромосоми) — 338 тис. р., по жіночій (мітохондріальна ДНК) — 200 тис. р.

### Поліцентрична та моноцентрична теорія
Існує два протилежних погляди що до визначення батьківщини Homo sapiens. Перший моноцентриський говорить про те що
місцем походження людей сучасного фізіологічного типу був обмежений регіон, звідки вони надалі розсіялись по світу, з часом знищивши або асимілювавши попередні їм в популяції гомінід. Відповідно другий поліцентриський, наголошує на те що становлення людей сучасного фізіологічного типу відбулося більш або менш незалежно в різних регіонах земної кулі. Для пояснення збіжностей наслідків процесу антропогенезу його цілісній спрямованості в різних регіонах поліцентристи минулого сторіччя покладалися зазвичай на спільність факторів еволюції людини використовуючи при цьому іноді аргументацію віталістичного духу. Їх сучасні послідовники активно відстоюють позицію про достатньо сильному генетичному обміну між різними популяціями ареалу сапіентації. В іноземній літературі подібна теорія має назву мультирегіоналізм. Внаслідок фактологічного аналізу монцентриска теорія виглядає більш підтвердженою. Антропологічні матеріали які знайдені на даний момент однозначно свідчать про те що неоантропи з'явилися в Африці й безпосередньо близьких до неї Азії набагато раніше ніж будь-де ще. Однак, по-перше, не виключає можливості існування двох незалежних центрів формування людей сучасного фізичного типу — африканського та близькосхідного, а по-друге, більша стародавність кісток неоантропів в названих регіонах ще не означає, що в інших місцях Homo sapiens з'явилися в результаті міграції, а не еволюції місцевих видів. Важливе місце окрім палеоантропологічних матеріалів в суперечці між поліоцентристами та моноцентристами займає висновки молекулярної біології та генетики. Так завдяки мітохондріальному аналізу ДНК людини ми знаємо, що найвірогідніше людство пережило період коли популяція людей зменшилася до маленького обсягу, а потім відновилася і розрослася. Внаслідок цього нам характерний низький ступінь генетичного поліморфізму близька до тої яка була в популяції-засновника. В середині 80-х років декількома групами біологів в різних лабораторіях США та Японії було встановлено, що в будові ДНК мітохондрій сучасне африканське населення має набагато більшу ступінь варіабельносі ніж населення інших континентів. Це тлумачиться в тому сенсі, що група вихідців з Африки стали в якийсь час попередником для всіх сучасних жителів землі.

## Висновок
Саме в Африці в період приблизно від 5 до 7 млн р. до н. е. виникло відділення гоміноїдної лінії еволюції яка вела до людини від загального з іншими приматами генеалогічного древа і тут-же близько 2,5 млн р. до н. е. виник рід Homo sapiens представники якого розповсюдилися по усій планеті. У процесі свого розселення Homo sapiens, бувши імовірно вихідцями зі Східної Африки, поступово винищували та асимілювали автохтонне населення (в Європі це були неандертальці, в Азії види палеоантропів) наслідком чого стало те, що всі сучасні люди належать до одного біологічного виду.